# Edami
Az edami (vagy „edámi”) világhírű holland félkemény sajtfajta, amely az Amszterdamhoz közeli kisváros, Edam nevét viseli. Pasztőrözött tehéntejből készül, zsírtartalma 40%-os (szárazanyagban), azaz az átlagosnál alacsonyabb. Hagyományosan mintegy 1600 grammos gömbölyű formában készítik, kérgét piros paraffinnal kezelik, ezért piros labda formája van. Íze lágy, semleges, illata alig van.